# Naoyuki Tomomatsu
Naoyuki Tomomatsu (友松 直之, Tomomatsu Naoyuki), né à Osaka le 23 février 1967, est un réalisateur et scénariste japonais de pinku eiga et de films d'horreur.

## Biographie
Naoyuki Tomomatsu fait ses études à l'université Momoyama Gakuin.

## Filmographie sélective

### Comme réalisateur
- 1997 : Eat the Schoolgirl (Kogyaru-gui: Oosaka terekura hen)
- 2001 : Stacy: Attack of the Schoolgirl Zombies (Stacy)
- 2005 : Akai tejō: shikeishuu Saori (vidéo)
- 2005 : Kiss me or kill me: Todokanakutemo aishiteru
- 2006 : Zombie Self-Defense Force (Zonbi jieitai)
- 2009 : Maid-Droid
- 2009 : Vampire Girl vs Frankenstein Girl
- 2012 : Rape Zombie: Lust of the Dead

### Comme scénariste
- 2001 : Love Ghost (死びとの恋わずらい, Shibito no koiwazurai?) de Kazuyuki Shibuya